# Žepa (rivière)
Pour les articles homonymes, voir Žepa.
La Žepa est une rivière de Bosnie-Herzégovine. Elle est un affluent gauche de la Drina, donc un sous-affluent du Danube par la Save. Elle fait partie du bassin versant de la mer Noire.

## Géographie
La Žepa se jette dans la Drina à la hauteur du village de Slap.